# Jogo da Vida (jogo)
Jogo da Vida é um jogo de tabuleiro da Estrela. 

## Histórico
Estrela e Hasbro, na década de 1970, fecharam um acordo que a empresa americana pudesse lançar seus produtos no Brasil, com adaptações ao mercado local. Nesse contexto, The Game of Life virou Jogo da Vida.
Os direitos autorais do jogo pertencem à Hasbro International, Inc.[carece de fontes?] desde 1992 e o jogo é de autoria de Milton Bradley e Reuben Klamer[carece de fontes?]. Foi trazido ao Brasil em 1986 pela Brinquedos Estrela.
Ao longo do tempo, a cada nova edição, o design do tabuleiro e de algumas peças foi mudando, mas as regras e a disposição das casas no tabuleiro permaneceram praticamente as mesmas.